# Szürkearcú pufókgerle
A szürkearcú pufókgerle (Leptotila rufaxilla) a madarak osztályának galambalakúak (Columbiformes) rendjéhez és a galambfélék (Columbidae) családjához tartozó faj.

## Rendszerezése
A fajt Louis Claude Richard és Jean Philippe Bernard írták le 1792-ben, a Columba nembe Columba Rufaxilla néven.

## Alfajai
- Leptotila rufaxilla bahiae von Berlepsch, 1885
- Leptotila rufaxilla dubusi Bonaparte, 1855
- Leptotila rufaxilla hellmayri Chapman, 1915
- Leptotila rufaxilla pallidipectus Chapman, 1915
- Leptotila rufaxilla reichenbachii Pelzeln, 1870
- Leptotila rufaxilla rufaxilla (Richard & Bernard, 1792)[2]

## Előfordulása
Argentína, Bolívia, Brazília, Ecuador, Francia Guyana, Guyana, Kolumbia, Paraguay, Peru, Suriname, Trinidad és Tobago, Uruguay és Venezuela területén honos. 
Természetes élőhelyei a trópusi vagy szubtrópusi síkvidéki esőerdő, valamint másodlagos erdők. Állandó, nem vonuló faj.

## Megjelenése
Testhossza 28 centiméter, testtömege 115-183 gramm.

## Természetvédelmi helyzete
Az elterjedési területe rendkívül nagy, egyedszáma ugyan csökken, de még nem éri el a kritikus szintet. A Természetvédelmi Világszövetség Vörös listáján nem fenyegetett fajként szerepel.